# Зборник радова (Електротехнички институт Никола Тесла)
Зборник радова је периодична и стручна публикација која садржи научне и стручне радове истраживача из Електротехничког института “Никола Тесла” из области електротехнике. Његов основни циљ је да упозна научну јавност са најновијим резултатима истраживања из области електроенергетских система, аутоматике, регулације, електроенергетских објеката и електричних мерења, која представљају део активности истраживача Института. Публикација је отворена за све ауторе који могу понудити квалитетне радове из наведених области. Сви радови су рецензирани од стране афирмисаних истраживача из области електроенергетике и први пут се публикују.

## О часопису

### Историјат
Часопис је први пут објављен 1954. године и као издавач се помиње Српска академија наука јер је у то време Институт био под руководством Српске академије наука. Уредник часописа је био академик др Илија Обрадовић, тадашњи управник Института „Никола Тесла“. Следећи бројеви излазе под именом Института за испитивање електричних појава „Никола Тесла“ као издавача, да би на крају званично име издавача постало Електротехнички институт „Никола Тесла“. Редовност излажења је постигао у последњих десетак година. И од тада часопис се штампа под именом Зборник радова, Електротехнички институт „Никола Тесла“, као часопис od националног значаја у области енергетске технологије и рударства.

### Уређивачки одбор
- др Драган Ковачевић
- др Милоје Костић
- др Жарко Јанда
- др Душан Арнаутовић
- др Ђорђе Стојић
- др Владимир Вукић
- др Јасна Драгосавац
- др Александар Жигић
- др Александар Николић
- др Саша Милић

### Аутори прилога
- Часопис је отворен за квалитетне прилоге истраживача и стручњака из земље, региона и иностранства.

### Теме
Часопис објављује радове из различитих области електротехнике које спадају у делатност Института
- Анализа електроенергетских система (ЕЕС)
- Планирање ЕЕС
- Управљање и експлоатација ЕЕС
- Регулација напона и реактивне снаге ЕЕС у реалном времену
- Турбински регулатори
- Побудни системи синхроних машина
- Системи за беспрекидно напајање електроенергетских објеката
- Енергетска електроника
- Регулација ЕЕС
- Регулација и аутоматика у електроенергетским постројењима
- Управљање електрофилтерским постројењима за пречишћавање димног гаса
- Аутоматизација малих хидроелектрана
- Техника високог напона
- Термографија - Термовизија
- Техника уземљења
- Кабловска техника
- Метрологија
- Испитивање и дијагностика стања обртних машина
- Испитивање и дијагностика стања енергетских и мерних трансформатора
- Електричне заштите
- Мерење и анализа квалитета електричне енергије
- Испитивање електричних карактеристика електротехничких материјала, компонената и уређаја
- Надзорни (monitoring) системи
- Даљинско управљање у средњoнапонској дистрибутивној мрежи

### Периодичност излажења
Часопис излази једном годишње.

### Електронски облик часописа
Часопис нуди могућност прегледа и преузимања садржаја часописа по принципу Отвореног приступа (еISSN 2406-1212)
Часопис се реферише у SCIndeks-у где је подвргнут сталном вредновању с обзиром на утицајност (импакт), мерену бројем цитата у SCIndeks-у и у цитатним индексима Web of Science. Истовремено се прате показатељи библиометријског квалитета часописа, углавном изведени из критеријума за њихово укључивање у Web of Science. 

## Спољашне везе
Фонд у библиотекама у Србији -  149735943